# Silylterminerad polyeter
Silylterminerad polyeter (STPE, även silylmodifierad polyeter, MS-polymer) tillhör gruppen alkoxysilyl-terminerade polymerer. STPE-polymerer härdar genom en reaktion med vatten och används i lösningsmedelsfria och isocyanatfria lim och tätningsmedel, då de ger god vidhäftning på ett flertal olika material och har elastiska egenskaper, bland annat inom fordonstillverkning och i byggindustrin.

## Kemi

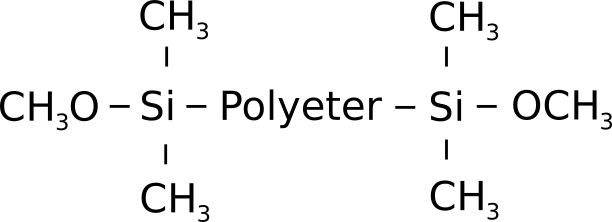
Kemisk struktur hos silylterminerad polyeter (STPE).

Strukturen hos en STPE-polymer består av en huvudgrupp av silanterminerad polyeter. Polymeren bildas av polypropylenoxid, en prepolymer med hög molekylmassa. Prepolymerens kedjeändar blockeras med allylgrupper, och genom en hydrosilylering bildas en polyeter vars kedjeändar är blockerade med metyldimetoxysilangrupper.
Tätningsmedel och lim baserade på STPE innehåller utöver polymeren bland annat fyllnadsmedel (företrädesvis kalciumkarbonat eller kiseldioxid), mjukgörare, förtjockningsmedel, torkmedel, katalysator, antioxidanter och UV-skydd.

## Härdning
Metoxysilangrupperna härdas av fukt i närvaro av en lämplig katalysator. Vattnet reagerar med silangruppen, vilket frigör metanol och bildar en silanol. Silanolen reagerar vidare med antingen en annan silanol eller metoxysilan, vilket bildar siloxanbindningarna. Tvärbindningsreaktionen sker alltså i två steg.
I lim och tätningsmedel baserade på STPE så sker härdningen genom luftfuktigheten i enkomponentssystem. I tvåkomponentssystem sker härdningen genom att man tillsätter en accelererande komponent som innehåller vatten.

## Egenskaper
Produkter baserade på silylterminerad polyeter uppvisar många användbara egenskaper, så som:
- Innehåller inga isocyanater eller lösningsmedel.
- Viskositet som är mindre beroende av temperatur än hos till exempel polyuretan, vilket gör att STPE-baserade produkter går att applicera vid lägre temperaturer.
- Lång förpackningshållbarhet.
- God väderbeständighet, vilket gör att fogarna inte spricker, brister eller missfärgas.
- Fläckbeständiga, då STPE inte blöder mot underlaget.
- Övermålningsbara.
- God vidhäftning på ett brett spektrum av material, som metall, plast, trä och keramik.

## Användning

### Fordonsindustri
- När man bygger lastbilar och bussar fixeras stötfångare med STPE-baserat lim. Sandwichelement i väggar och tak på kyllastbilar tätas med STPE-baserade tätningsmedel.[2]
- På husvagnar och husbilar tätas hörn och öppningar med STPE-baserade tätningsmedel. Lim används för att fästa takelementet på väggarna på husbilar.[2]
- När man bygger järnvägsvagnar används tätningsmedel baserade på STPE vid diverse tätningsmoment. STPE-lim används för att fästa interiören.[2]
- Vid skeppsbyggande fästs innerväggar mot däcket med STPE-baserade produkter. Används även för tätning.[2]
- I kylcontainrar tätas sandwichelementen mot läckor med hjälp av STPE-produkter.[2]
- Vid biltillverkning använd STPE-baserade limmer för att fästa delar av interiören. Används även för att fästa bilrutor på karossen.[3]
- Tätningsmedel baserade på STPE används även för elastisk tätning av falsar, hörn och skarvar i fordonskarosser.

### Byggindustri
- Limmer baserade på STPE används för att fästa trägolv. Elasticiteten gör att relativt låga spänningar förs över till undergolvet när träet expanderar och krymper.[2]
- STPE-baserade limmer används även för att montera lister, fönsterbänkar, trösklar, skyltar, badrumsporslin, fönsterspröjs och dörrtrycken på glasdörrar. Elektriker använder dem för infästning av kabelrännor och eldosor. Plåtslagare använder dem för att limma plåtbeklädnader och täta hängrännor.

## Hälsa och säkerhet
Fullt reagerad silylterminerad polyeter är kemiskt inert. Produkter baserade på STPE innehåller inga isocyanater eller lösningsmedel. De skadar inte slemhinnor, orsakar inte allergi och innebär ingen risk för cancer eller allergi, och kan därför användas utan skyddsutrustning.
Vid härdning av STPE avges små mängder metanol. Metanol är giftigt vid förtäring, hudkontakt och inandning samt kan orsaka organskador.
Produkter som baseras på STPE innehåller en katalysator för att accelerera härdningsprocessen. En vanlig katalysator är dioktyltenn (DOT, 0,1-0,5 %), en organisk tennförening som kan påverka immunsystemet vid upprepad exponering.

## Marknad
Tätningsmedel baserade på silylterminerad polyeter har sålts på den japanska marknaden sedan tidigt 1980-tal. Deras marknadsandel har ökat stadigt, främst gentemot tätningsmedel baserade på akryl och polysulfid. Sedan 1997 dominerar de den japanska marknaden (35 procent), följt av tätningsmedel baserade på silikon (25 procent) och polyuretan (25 procent). Sedan dess har deras marknadsandel stabiliserats. I Europa och USA fortsätter silikon att dominera marknaden, men tätningsmedel baserade på STPE penetrerar marknaden sedan sent 1990-tal och har en högre tillväxttakt än konventionella tätningsmedel..
STPE ökar inom tillverkning av elastiskt lim. Dels som huvudkomponent, dels i blandningar med epoxi.
År 2008 användes 27 700 ton STPE globalt, till ett värde av 589 miljoner dollar. År 1999 användes 15 000 ton. Vikten gäller endast själva baspolymeren, som utgör i genomsnitt 30 till 33 procent av den färdiga produkten. Japan stod år 2008 för 68 procent av användningen, Västeuropa för 24 procent, Nordamerika för 6 procent och resten av världen för 2 procent.